# Единбургски фестивал
Единбургският фестивал е фестивал на сценичните изкуства, провеждан ежегодно в Единбург, Шотландия в последните 3 седмици на август.
Във фестивала вземат участие най-добрите артисти от областта на операта, класическата музика, театъра и танците. Провежда се редовно от 1947 г. с изключение на 2020 г., когато беше отменен поради пандемията COVID-19. Намалена версия на фестивала се проведе през 2021 г.
Освен че се провежда всяка година, той е сред най-големите събития за цяла Шотландия. Като цяло е много интересен, но най-заинтригуващото в него е самият му край.
Хора от цяла Великобритания (а и от чужбина) се стичат там заради най-пищните фойерверки, които могат да се видят. Цялата главна улица, която се нарича „Принцес стрийт“, се напълва с местни хора и екскурзианти от други страни, за да видят тези фойерверки, които се извисяват над огромния дворец, разположен в стария град на Единбург точно над главната улица. Те продължават чак до полунощ, а след това хората се събират в близките пъбове и отпразнуват подобаващо завършването на фестивала.